# Darko Brguljan
Darko Brguljan (em montenegrino:  Дарко Бргуљан; Kotor, 5 de novembro de 1990) é um jogador de polo aquático montenegrino. É irmão mais novo do também jogador Draško Brguljan.

## Carreira
Brguljan integrou o elenco da Seleção Montenegrina de Polo Aquático que ficou em quarto lugar nos Jogos Olímpicos de 2016.